# エスタディオ・ド・ドラゴン
エスタディオ・ド・ドラゴン（ポルトガル語: Estádio do Dragão、ポルトガル語発音: [(ɨ)ˈʃtaðju ðu ðɾɐˈɣɐ̃w]）は、ポルトガル・ポルトにあるサッカー専用スタジアム。プリメイラ・リーガに所属するFCポルトのホームスタジアムである。

## 概要
国内の建築家であるマヌエル・サルガドが設計を手がけ、施工はゼネコン国内大手の「ソマーゲ」 (Somague)が担当した。こけら落としは2003年11月16日に行われたFCポルト対FCバルセロナの試合であり、リオネル・メッシのトップチームデビュー戦でもあった。スタジアム名は、計画段階での紆余曲折を経てクラブのエンブレム上部に描かれているドラゴンを参考にして、「エスタディオ・ド・ドラゴン」 (Estádio do Dragão)と命名された。
2004年6月から7月にかけてポルトガルで開催されたUEFA EURO 2004では10会場のうちの一つに選ばれ、グループステージ3試合と決勝トーナメント2試合が戦われた。
2021年5月13日、UEFAによりUEFAチャンピオンズリーグ 2020-21の決勝戦を開催するスタジアムに選定された。その決勝では英国対決となったマンチェスター・シティFC対チェルシーFCの試合が行われ、カイ・ハフェルツが前半42分に挙げた決勝点によりチェルシーFCが1-0で勝利した。

## 開催された主な試合・イベント

### サッカー
- UEFA EURO 2004

| 日付          | ホームチーム | 結果 | アウェーチーム | ラウンド  |
| ------------- | ------------ | ---- | -------------- | --------- |
| 2004年6月12日 | ポルトガル   | 1-2  | ギリシャ       | グループA |
| 2004年6月15日 | ドイツ       | 1-1  | オランダ       | グループD |
| 2004年6月18日 | イタリア     | 1-1  | スウェーデン   | グループC |
| 2004年6月27日 | チェコ       | 3-0  | デンマーク     | 準々決勝  |
| 2004年7月1日  | ギリシャ     | 1-0  | チェコ         | 準決勝    |

- 国際大会

| 日付          | ホームチーム             | 結果 | アウェーチーム | 大会                                  |
| ------------- | ------------------------ | ---- | -------------- | ------------------------------------- |
| 2021年5月29日 | マンチェスター・シティFC | 0-1  | チェルシーFC   | UEFAチャンピオンズリーグ 2020-21 決勝 |

### コンサート
| 日付          | アーティスト           | ツアー/イベント        | 観客   |
| ------------- | ---------------------- | ---------------------- | ------ |
| 2006年8月12日 | ローリング・ストーンズ | A Bigger Bang Tour     | 47,801 |
| 2012年5月18日 | コールドプレイ         | Mylo Xyloto Tour       | 52,457 |
| 2013年6月10日 | ミューズ               | The 2nd Law World Tour | 45,000 |
| 2014年7月13日 | ワン・ダイレクション   | Where We Are Tour      | 45,001 |

## ギャラリー

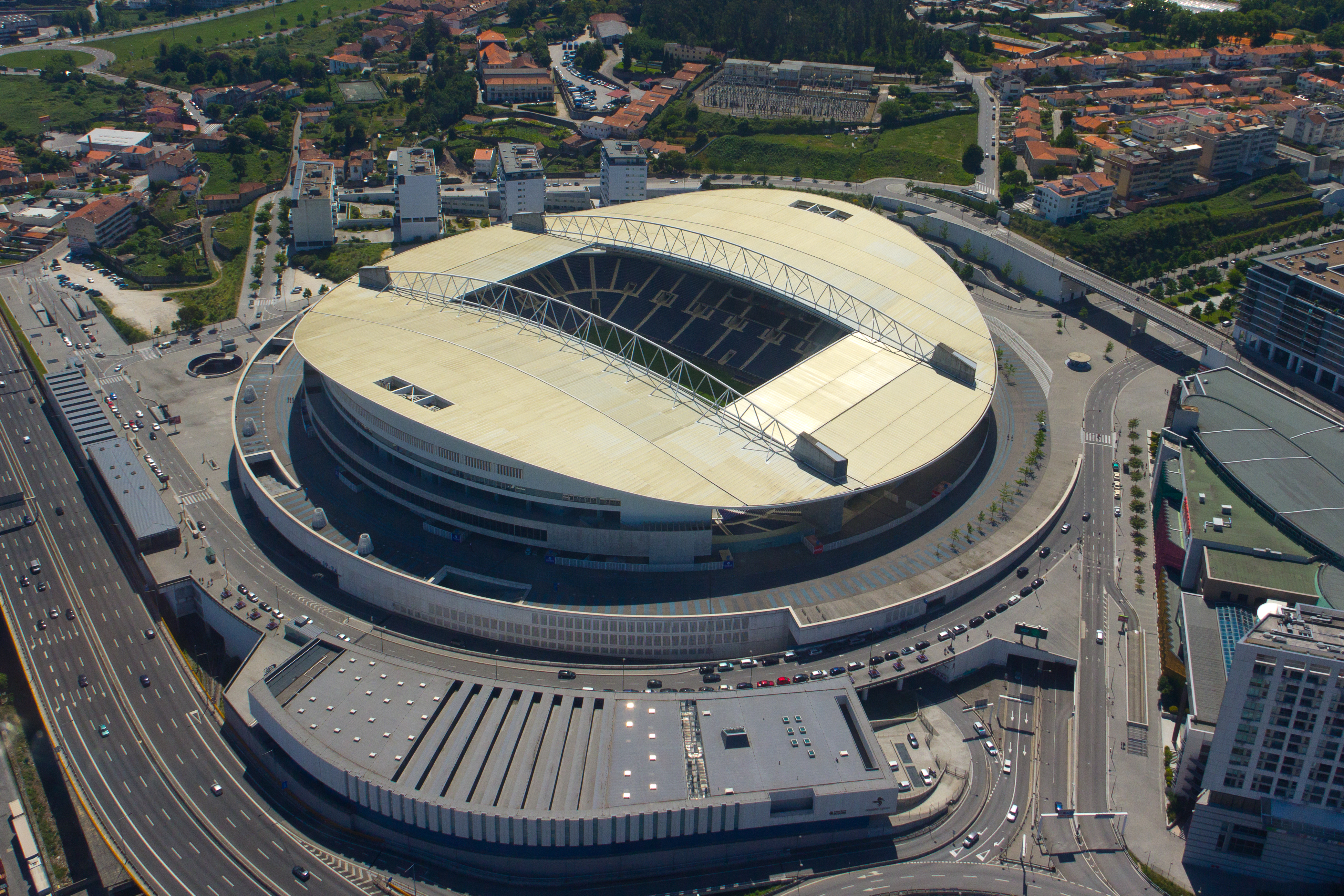
2015年の空撮
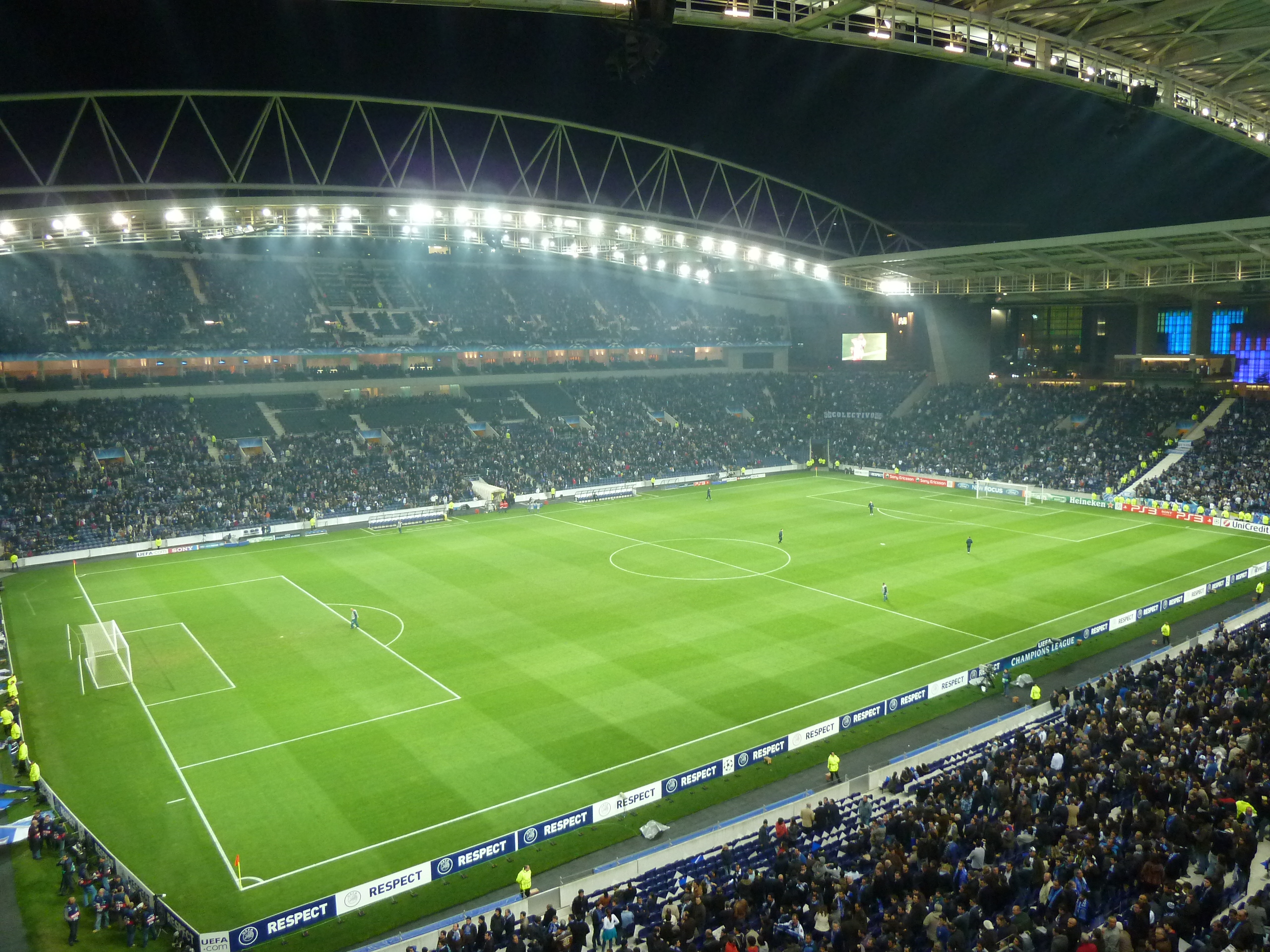
2011年の内観
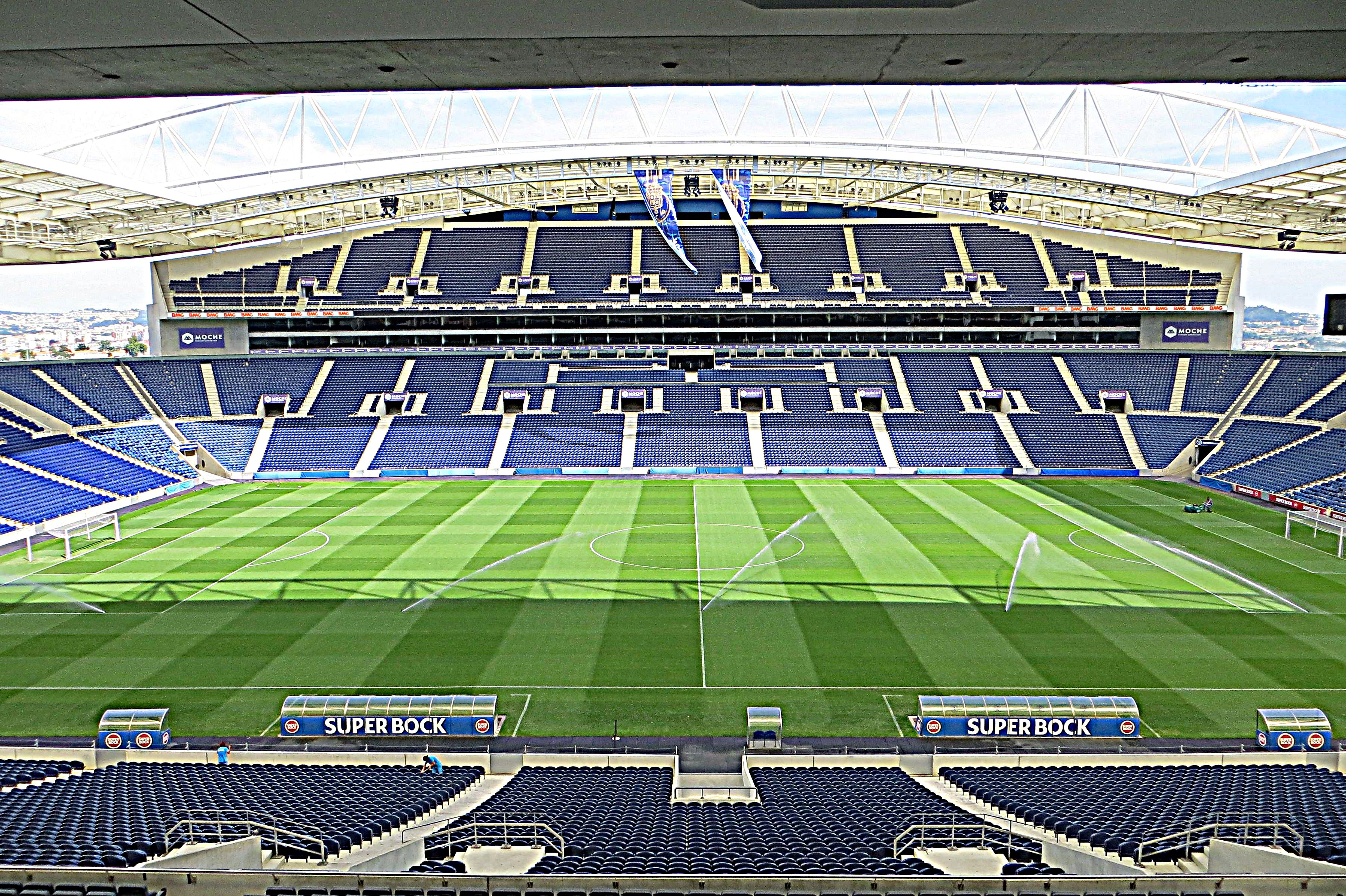
2014年の内観
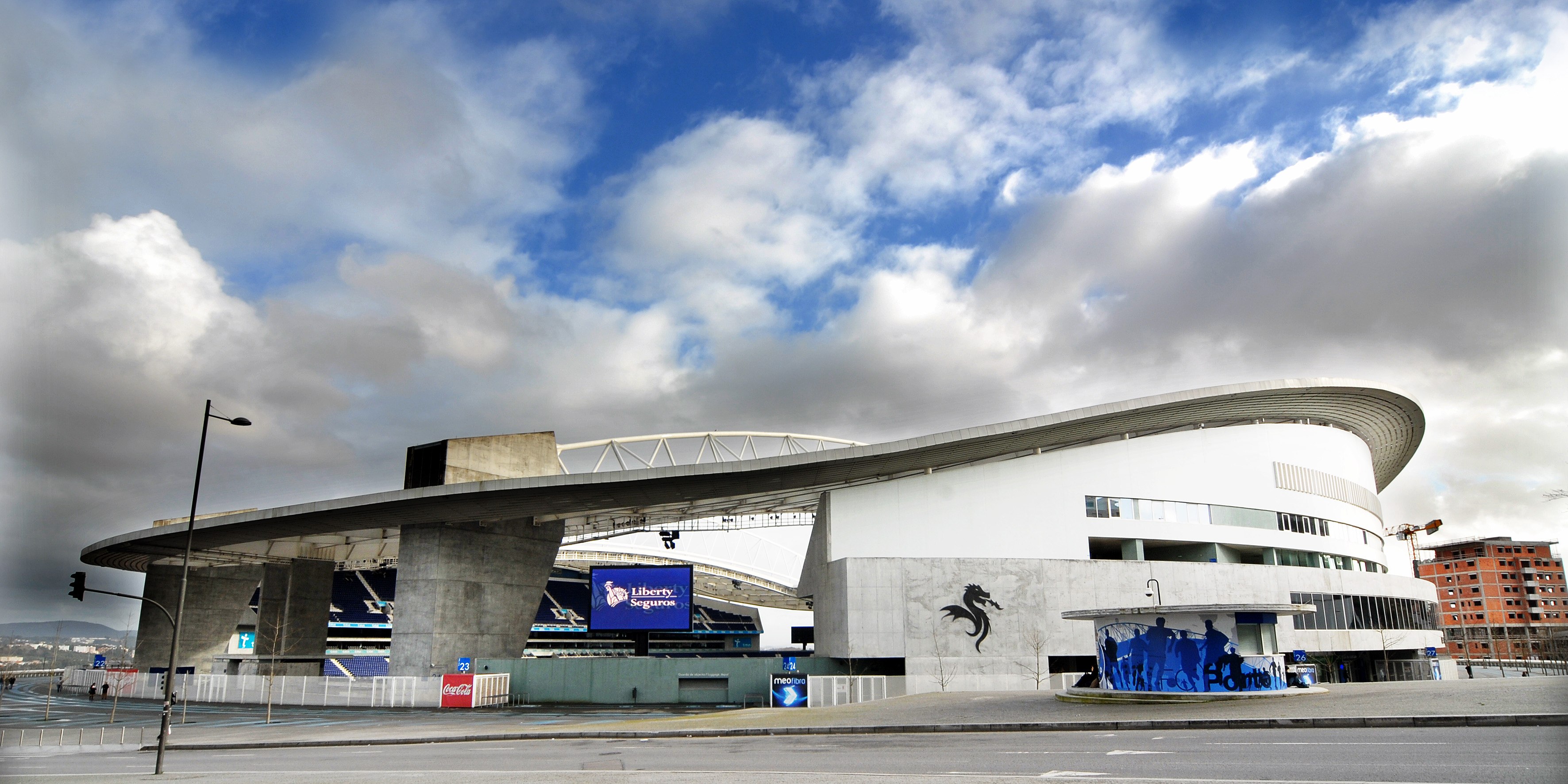
2010年の外観
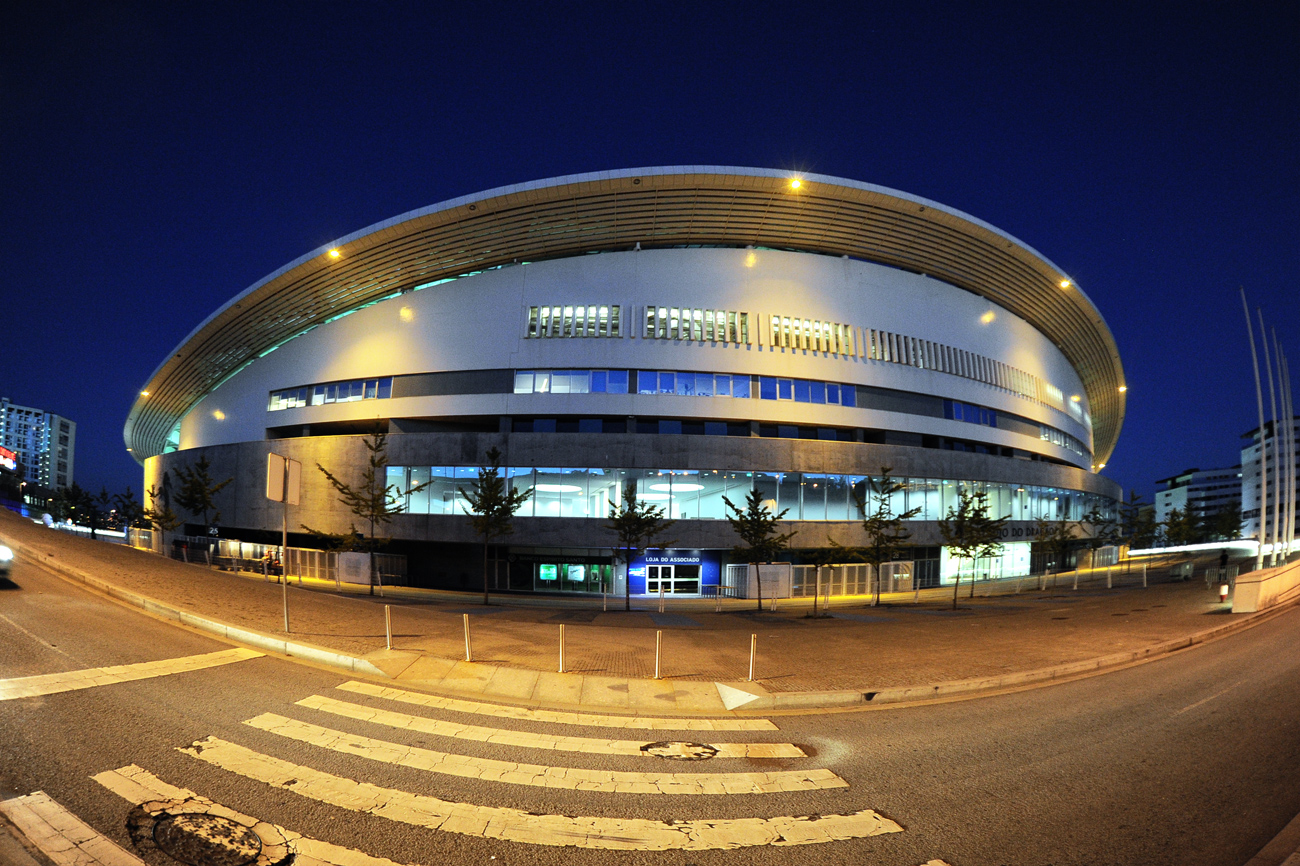
2016年の外観
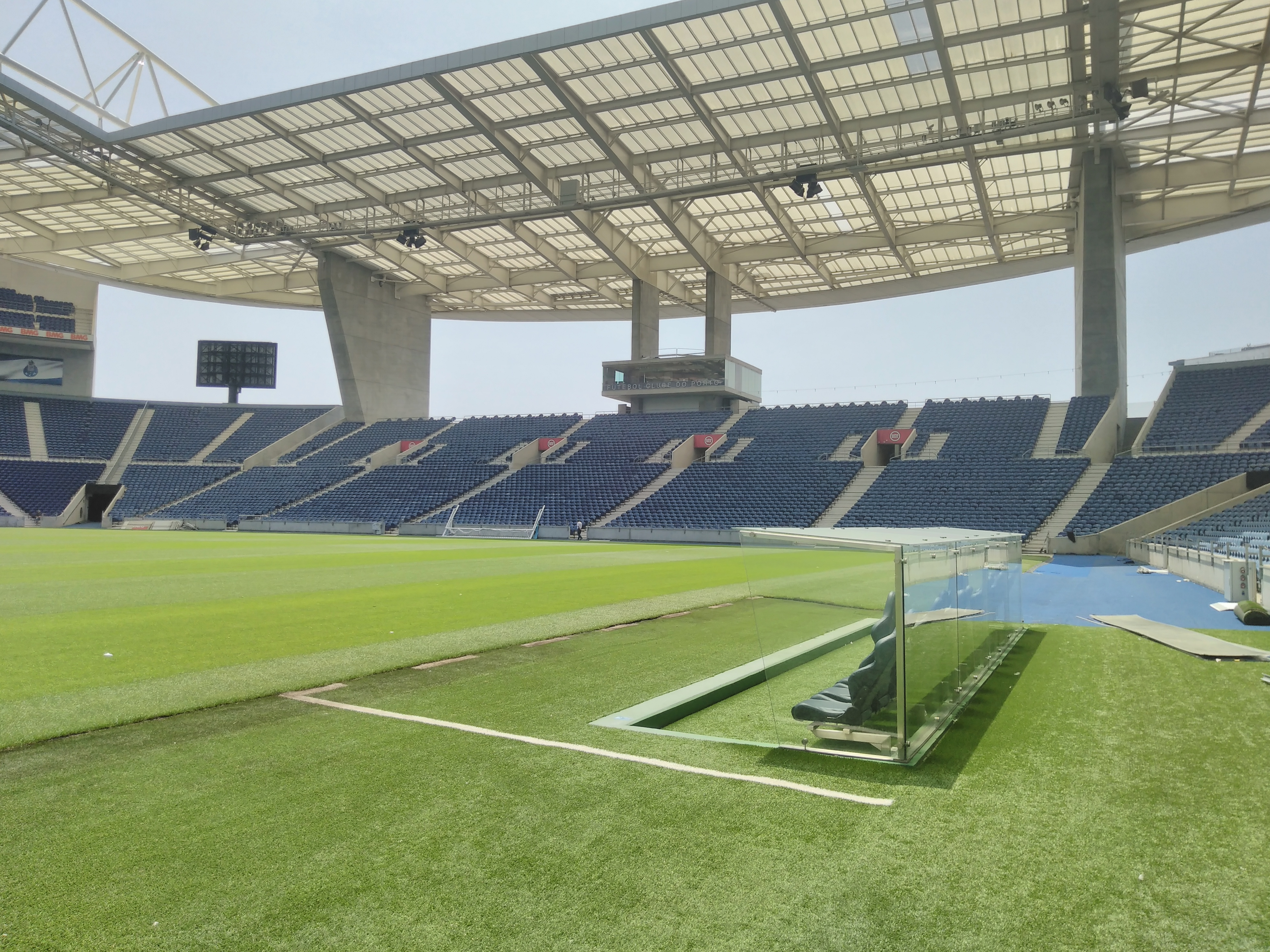
南スタンド
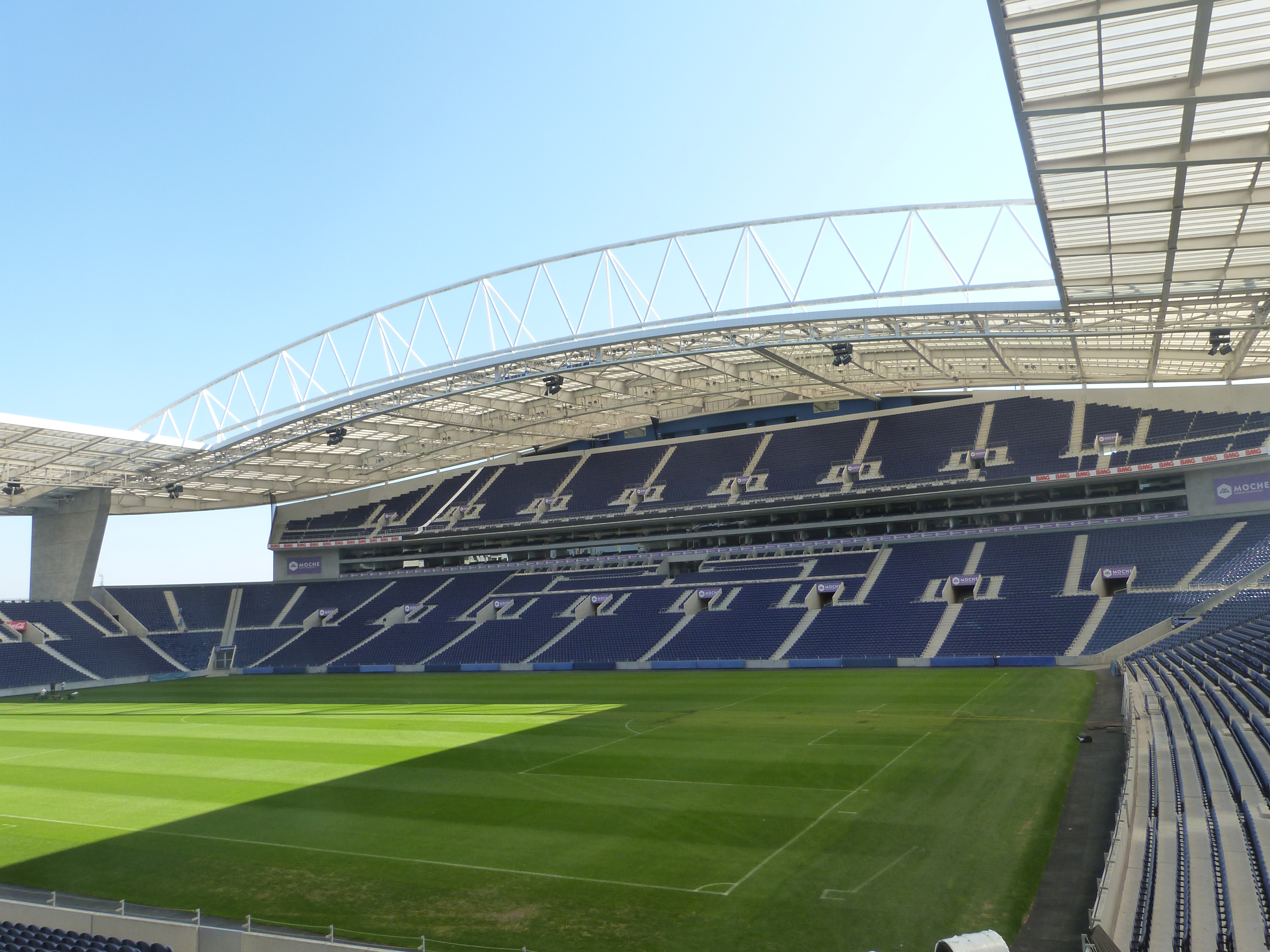
メインスタンド